# 348-й мотострелковый полк
348-й мотострелковый полк (348 мсп) — тактическое формирование Сухопутных войск Российской Федерации. Создан осенью 2022 года в ходе мобилизации в России.

## История
348-й мотострелковый полк создан в 2022 году в ходе мобилизации в России из жителей, преимущественно, Костромской области. Формирование происходило на базе Военной академии РХБЗ. Костромская область взяла шефство над полком, приобретая необходимые вещи и продовольствие для личного состава полка, предоставляя бесплатные земельные участки и транспорт для поездок домой..
1 февраля 2024 года 348-й мотострелковый полк действовал в районе города Кременная Луганской области.